# Chevrolet 153
Chevrolet 153 — рядный четырёхцилиндровый двигатель внутреннего сгорания, разработанный в начале 1960-х годов. Впервые был представлен в 1962 году на Chevy II.
После 1970 года корпорация General Motors прекратила производство двигателя Chevrolet 153 в Северной Америке из-за низкого спроса, однако двигатель продолжал применяться в автомобилях на других мировых рынках, особенно в Южной Африке и Южной Америке. До 1970 года двигатель применялся в Jeep DJ-5A (в стандартной комплектации), используемом Почтовой службой США.
Двигатель Chevrolet 153 полностью отличается от двигателя Iron Duke, представленного в 1977 году компанией Pontiac. Наиболее заметное отличие — отсутствие головки блока цилиндров с поперечным потоком.

## Технические характеристики
- Объём: 153 кубических дюйма
- Диаметр цилиндра × ход поршня: 98 мм × 82,6 мм
- Клапанов на цилиндр: 2
- Иные обозначения: Super-Thrift 153 (Chevy II), High Torque 153 (1964 Chevrolet Van)
- Мощность: 67 кВт (90 л. с.) при 4000 об/мин
- Крутящий момент: 206 Н⋅м при 2400 об/мин

## Бразилия
В Бразилии двигатель Chevrolet 153 был представлен в 1968 году на Chevrolet Opala, куда устанавливался до 1992 года. В 1973 году двигатель был переработан: ход поршня уменьшен до 76 мм, длина шатунов была увеличена до 150 мм, а диаметр цилиндра был увеличен до 100 мм. Рабочий объём составляет 151 кубический дюйм (2471 см3). По совпадению, диаметр цилиндра и ход поршня такие же, как у двигателя Pontiac Iron Duke, представленного в 1977 году в Северной Америке, но в остальном эти два двигателя не связаны друг с другом и не имеют общих деталей. По бразильским традициям двигатель был переоборудован для приёма этанолового топлива.

## Южная Африка
В Южной Африке двигатель Chevrolet 153 выпускался на заводе General Motors South Africa (GMSA) в Алоесе (на северной окраине Порт-Элизабет) и устанавливался на широкий спектр автомобилей. Там же выпускались и другие двигатели:
- Четырёхцилиндровый двигатель объёмом 141,5 кубических дюйма (2319 см3) с диаметром цилиндра, идентичным Chevrolet 153.
- Четырёхцилиндровый двигатель объёмом 151 кубический дюйм с ходом поршня 76,2 мм.
- Четырёхцилиндровый двигатель объёмом 119,6 кубических дюйма (1960 см3) с ходом поршня, идентичным Chevrolet 153.
- Шестицилиндровый двигатель объёмом 194 кубических дюйма с диаметром цилиндра 90,5 мм[2].

Также двигатель применялся в бронеавтомобиле Eland Mk5.

## Аргентина
Подразделение GM de Argentina разработало свой собственный вариант двигателя объёмом 110 кубических дюймов (1797 см3), получивший название Chevrolet 110. Диаметр цилиндра составляет 90,5 мм, а ход поршня — 63,5 мм. Двигатель был разработан для применения в Opel K 180, выпускавшемся с 1974 по 1978 год.

## Применения
- 1962—1970 Chevrolet Chevy II / Nova
- 1962—1965 Acadian (Канада)
- 1963—1965 Chevrolet P10 Step-Van
- 1964 Chevrolet Van/GMC Handi-Van
- 1968—1970 Jeep DJ-5A
- 1968—1973 Chevrolet Opala (Бразилия) (153, США)
- 1974—1992 Chevrolet Opala (Бразилия) (151, Бразилия)
- 1971—1975 Chevrolet Firenza (2.5, Южная Африка)
- 1974—1978 Opel K 180 (1.8, Аргентина)
- 197?—1978 Chevrolet 2500 (2.5, Южная Африка)
- 1975—1978 Chevrolet 1900 (2.0, Южная Африка)
- 1976—1982 Chevrolet Chevair (2.0 и 2.3, Южная Африка)[2]
- 1978—1982 Chevrolet Rekord (2.3, Южная Африка)

## Vortec 3000
- Диаметр цилиндра: 101,6 мм
- Ход поршня: 91,4 мм
- Объём: 3,0 л (181 кубический дюйм)